# 힉시노
힉시노(영어: Higgsino)는 힉스 보손의 초대칭짝 입자로, 아직 관측되지 않은 입자다.

## 질량
암흑 물질이 힉시노만으로 구성되어 있다면 힉시노 질량은 1.1 TeV이다. 반면에 암흑 물질에 여러 구성 요소가 있는 경우 힉시노 질량은 관련 다중 우주 분포 함수에 따라 달라지므로 힉시노의 질량이 더 가벼워진다.
mħ ≈ 1.1(Ωħ/ΩDM)½ TeV